# Eksport kapitału
Eksport kapitału – lokowanie przez przedsiębiorców, podmioty niebędące przedsiębiorcami lub instytucje publiczne kapitału za granicą w celu uzyskania wyższej stopy zwrotu lub zabezpieczenia przed nadmiernym ryzykiem.
Eksport kapitału może odbywać się poprzez inwestycje portfelowe, inne inwestycje w instrumenty finansowe (np. na rynku kapitałowym, pieniężnym i walutowym) lub bezpośrednie inwestycje zagraniczne.